# Nalini Singh
Pour les articles homonymes, voir Singh.
Œuvres principales
- Série Psi-Changeling
- Série Chasseuse de vampires

Nalini Singh, née le 7 septembre 1977 à Suva dans les îles Fidji, est une romancière néo-zélandaise, d'origine fidjienne, de langue anglaise. Ses romans relèvent de la fantasy et de la romance paranormale.

## Biographie
D'ascendance indienne, Nalini Singh est née le 7 septembre 1977 à Suva dans les îles Fidji, et a grandi en Nouvelle-Zélande. Elle a participé au Mount Roskill Grammar School. Elle a aussi vécu et travaillé trois ans au Japon, et, pendant ce temps, en a profité pour voyager à travers l'Asie. Elle est maintenant revenue en Nouvelle-Zélande mais elle fait encore beaucoup de voyages. Jusqu'ici, Nalini Singh a travaillé comme avocate, bibliothécaire, dans une usine de bonbons, intérimaire dans une banque et professeur d'Anglais.

## Œuvres

### SériePsi-Changeling
1. Esclave des sens, Milady, 2011 ((en) Slave To Sensation, 2006)
2. Visions torrides, Milady, 2011 ((en) Visions of Heat, 2007)
3. Caresses de glace, Milady, 2012 ((en) Caressed By Ice, 2007)
4. Mienne pour toujours, Milady, 2012 ((en) Mine to Possess, 2008)
5. Otage du plaisir, Milady, 2012 ((en) Hostage to Pleasure, 2008)
6. Marques de feu, Milady, 2013 ((en) Branded By Fire, 2009)
7. Souvenirs ardents, Milady, 2013 ((en) Blaze of Memory, 2009)
8. Lié par l'honneur, Milady, 2013 ((en) Bonds of Justice, 2010)
9. Passions exaltées, Milady, 2014 ((en) Play of Passion, 2010)
10. Le Baiser du loup, Milady, 2014 ((en) Kiss of Snow, 2011)
11. Labyrinthe de désirs, Milady, 2015 ((en) Tangle of Need, 2012)
12. Cœur d'obsidienne, Milady, 2015 ((en) Heart of Obsidian, 2013)
13. Le Bouclier de givre, Milady, 2016 ((en) Shield of Winter, 2014)
14. L'Espoir brisé, Milady, 2016 ((en) Shards of Hope, 2015)
15. Serments d’allégeance, Milady, 2017 ((en) Allegiance of Honor, 2016)
16. Silence éternel, Milady, 2017 ((en) Silver Silence, 2017)
17. Océan de lumière, Milady, 2018 ((en) Ocean Light, 2018)
18. Miroir de pluie, Milady, 2020 ((en) Wolf Rain, 2019)
19. Rêves de loup, Milady, 2021 ((en) Alpha Night, 2020)
20. La Dernière Garde, Milady, 2022 ((en) Last Guard, 2021)
21. L'Écho des tempêtes, Milady, 2023 ((en) Storm Echo, 2022)
22. (en) Resonance Surge, 2023
23. (en) Primal Mirror, 2024
24. (en) Atonement Sky, 2025

Nouvelles
- Tome  0,2 : Tentation charnelle, 2017 ((en) Beat of Temptation, 2007)Publiée dans l'anthologie An Enchanted Season puis dans le recueil Chants de chasse
- Tome  0,4 : (en) Whisper of Sin, 2010Publiée dans l'anthologie Burning Up
- Tome  2,5 : L'Écho de silence, Milady, 2017 ((en) Echo of Silence, 2016)Publiée dans le recueil Étreintes sauvages
- Tome  3,5 : Irrésistible Attirance, 2017 ((en) Stroke of Enticement, 2008)Publiée dans l’anthologie The Magical Christmas Cat puis dans le recueil Chants de chasse
- Tome  5,1 : Dorian, Milady, 2017 ((en) Dorian, 2016)Publiée dans le recueil Étreintes sauvages
- Tome  9,1 : Troublante Séduction, 2013 ((en) Declaration of Courtship, 2017)Publiée dans le recueil Chants de chasse
- Tome 10,5 : Nuances intimes, 2013 ((en) Texture of Intimacy, 2017)Publiée dans le recueil Chants de chasse
- Tome 11,5 : Entre chat et loup, Milady, 2017 ((en) Partners in Persuasion, 2016)Publiée dans le recueil Étreintes sauvages
- Tome 12,1 : Liés par le destin, Milady, 2017 ((en) Flirtation of Fate, 2016)Publiée dans le recueil Étreintes sauvages
- Tome 12,5 : (en) Secrets at Midnight, 2014Publiée dans l'anthologie Night Shift

Recueils de nouvelles
- Chants de chasse, Milady, 2017 ((en) Wild Invitation, 2013)
- Étreintes sauvages, Milady, 2017 ((en) Wild Embrace, 2016)

### SérieChasseuse de vampires
1. Le Sang des anges, J'ai lu, 2011 ((en) Angels' Blood, 2009)
2. Le Souffle de l'archange, J'ai lu, 2011 ((en) Archangel's Kiss, 2010)
3. La Compagne de l'archange, J'ai lu, 2012 ((en) Archangel's Consort, 2011)
4. La Lame de l'archange, J'ai lu, 2012 ((en) Archangel's Blade, 2011)
5. La Tempête de l'archange, J'ai lu, 2013 ((en) Archangel's Storm, 2012)
6. La Légion de l'archange, J'ai lu, 2014 ((en) Archangel's Legion, 2013)
7. Les Ombres de l'archange, J'ai lu, 2015 ((en) Archangel's Shadows, 2014)
8. L'Énigme de l'archange, J'ai lu, 2016 ((en) Archangel's Enigma, 2015)
9. Le Cœur de l'archange, J'ai lu, 2017 ((en) Archangel's Heart, 2016)
10. La Vipère de l'archange, J'ai lu, 2019 ((en) Archangel's Viper, 2017)
11. La Prophétie de l'archange, J'ai lu, 2019 ((en) Archangel's Prophecy, 2018)
12. La Guerre de l'archange, J'ai lu, 2020 ((en) Archangel's War, 2019)
13. Le Soleil de l'archange, J'ai lu, 2022 ((en) Archangel's Sun, 2020)
14. (en) Archangel's Light, 2021
15. (en) Archangel's Resurrection, 2022
16. (en) Archangel's Lineage, 2024
17. (en) Archangel's Ascension, 2025

- Chasseuse de vampires - Intégrale 1-2-3, J'ai lu, 2018
- Chasseuse de vampires - Intégrale 4-5-6, J'ai lu, 2019
- Chasseuse de vampires - Intégrale 7-8-9, J'ai lu, 2019

Recueils de nouvelles
- Le Murmure des anges, J'ai lu, 2014 ((en) Angel's Flight, 2012)
  - Le Pion des anges, 2014 ((en) Angels' Pawn, 2009)Publiée initialement sous forme électronique
  - Le Jugement des anges, 2014 ((en) Angels' Judgment, 2009)Publiée initialement dans l'anthologie Must Love Hellhounds
  - Le Loup de l'ange, 2014 ((en) Angel's Wolf, 2011)Publiée initialement dans l'anthologie Angels of Darkness
  - La Danse des anges, 2014 ((en) Angels' Dance, 2012)Publiée initialement dans le recueil Angels' Flight

### SérieRock Kiss
1. Rock Addiction, J'ai lu, 2016 ((en) Rock Addiction, 2014)
2. Rock Courtship, J'ai lu, 2016 ((en) Rock Courtship, 2014), nouvelles
3. Rock Hard, J'ai lu, 2017 ((en) Rock Hard, 2015)
4. Rock Redemption, J'ai lu, 2017 ((en) Rock Redemption, 2015)
5. Rock Wedding, J'ai lu, 2019 ((en) Rock Wedding, 2016)

### SérieLa Dynastie des Ashton
1. La Passion à fleur de peau, Harlequin, collection Harlequin Passion, 2006 ((en) Awaken The Senses, 2005)

### Romans indépendants
- La Captive du prince, Harlequin, collection Désirs, 2005 ((en) Desert Warrior, 2003)
- Les Élans du cœur, Harlequin, collection Harlequin Passion, 2006 ((en) Awaken To Pleasure, 2004)
- Les Rêves d'une mariée, Harlequin, collection Harlequin Passion, 2006 ((en) Craving Beauty, 2005)
- Le Secret de Victoria, Harlequin, collection Passion, 2007 ((en) Secrets In The Marriage Bed, 2006)
- Comme un baiser brûlant, Harlequin, collection Passions, 2008 ((en) Bound By Marriage, 2007)
- (en) Lord of the Abyss, 2011
- (en) Taty Went West, 2018
- (en) A Madness of Sunshine, 2019
- (en) Quiet in Her Bones, 2021
- (en) There Should Have Been Eight, 2023